# 虎山 (香港)
虎山（英語：Fu Shan）是香港離島區大澳的最高峰。山頂上設有涼亭，在那裡可以遠眺大澳、港珠澳大橋以及珠江口，山脊上石砌的海豚徑由西向東，依山而築，除了設有數條海豚模型外，還可從陸地觀賞跳出海面的中華白海豚。

## 图库

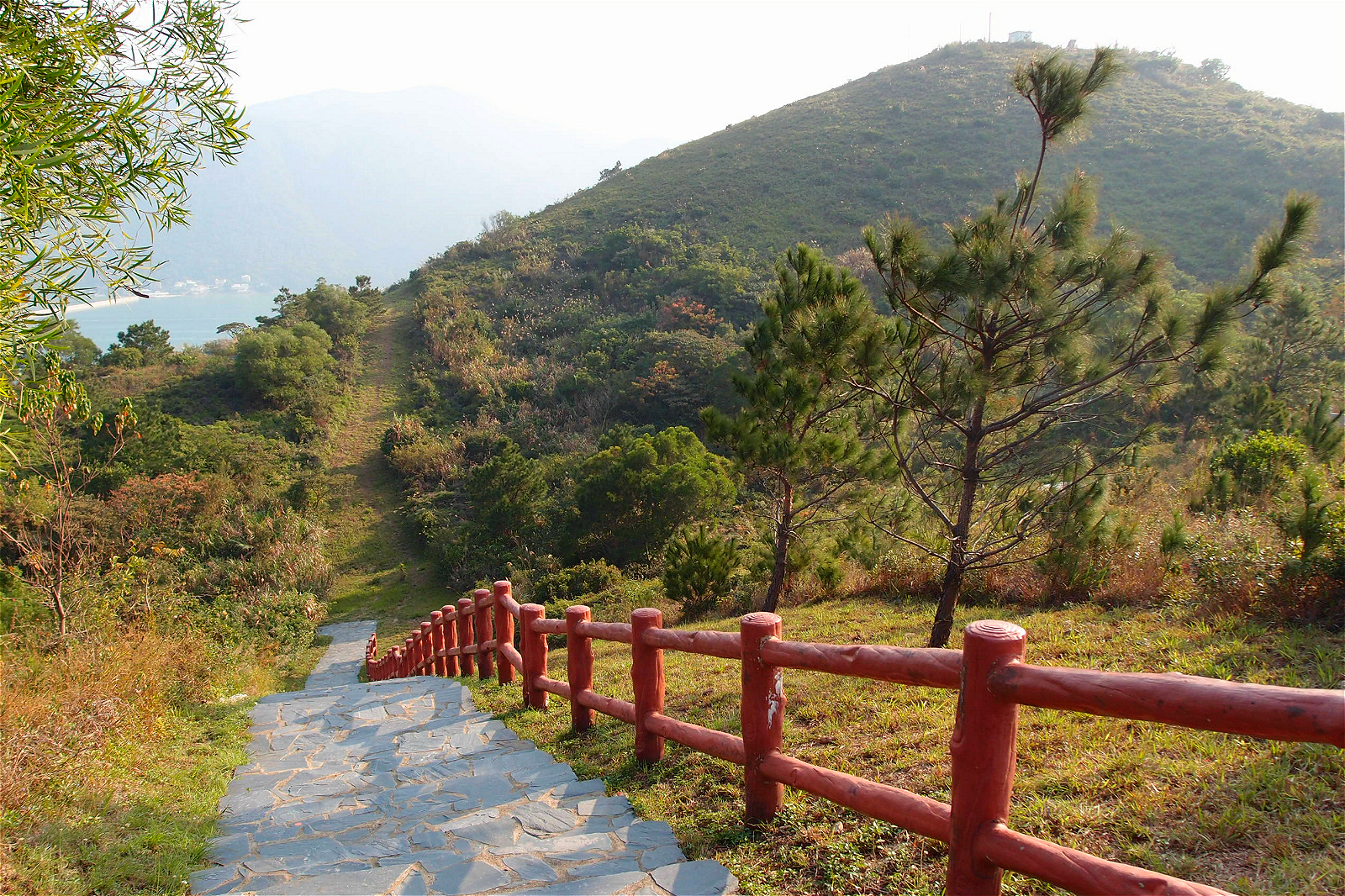
虎山的西南脊
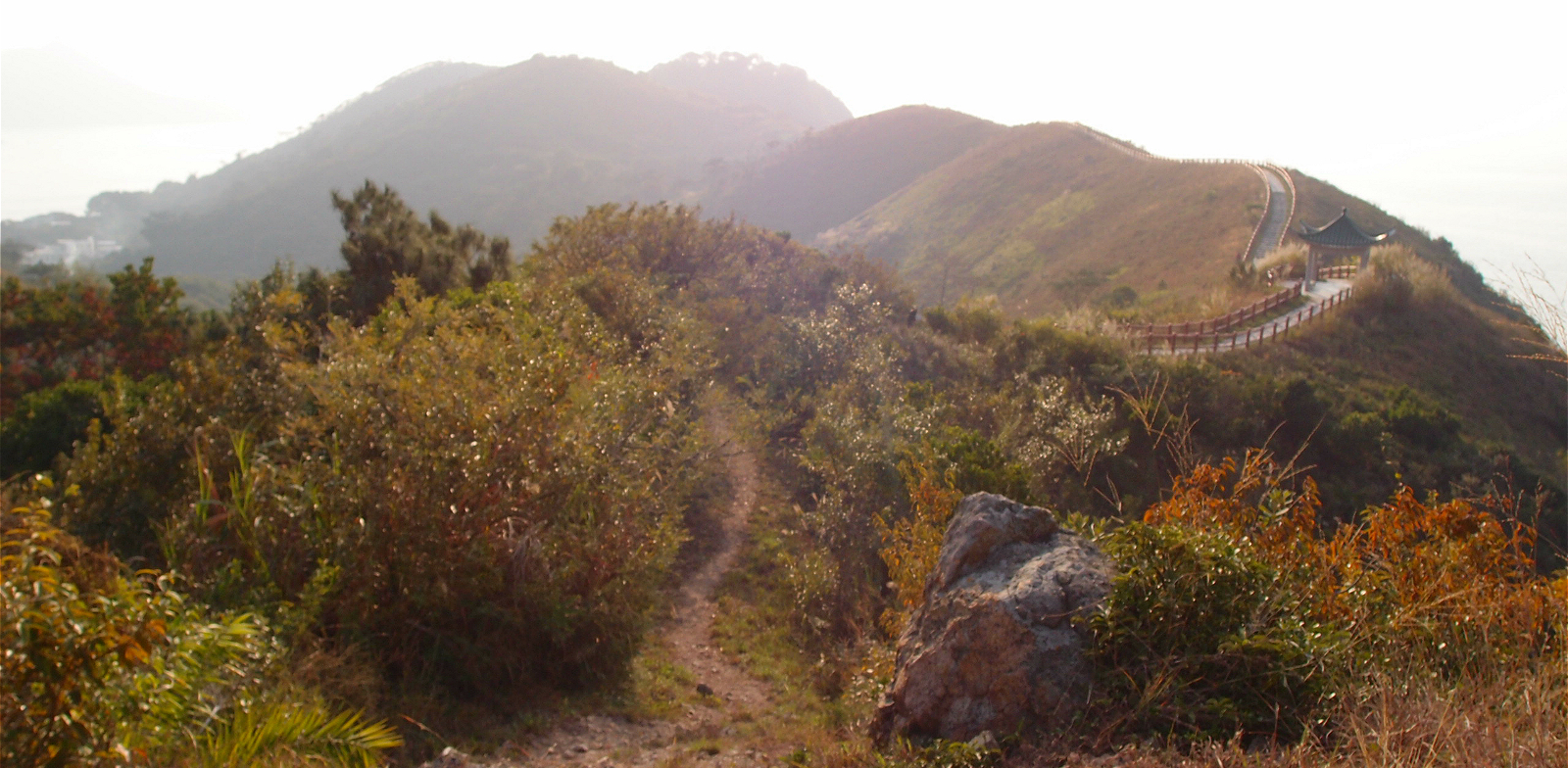
虎山的東脊
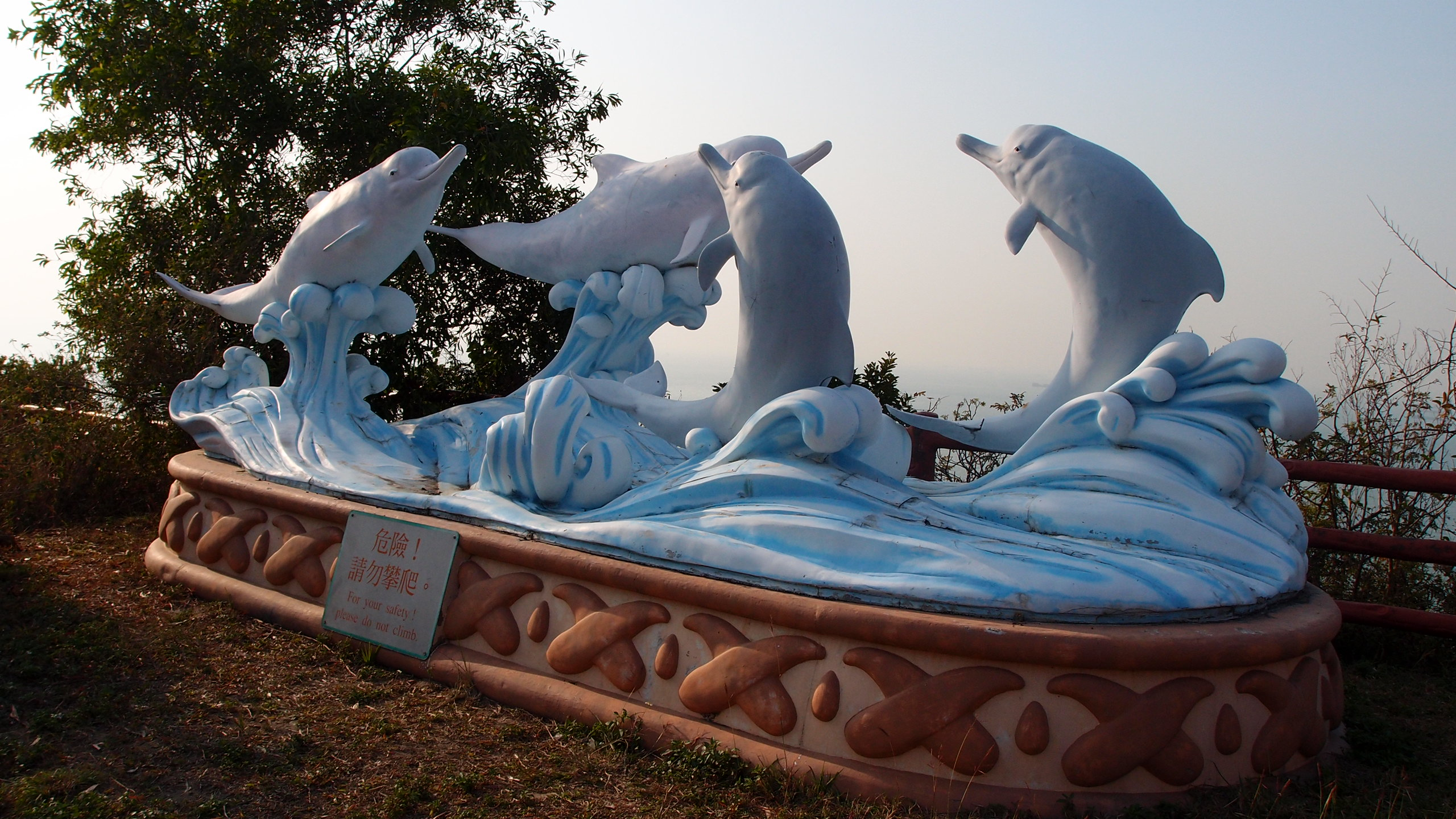
虎山的海豚像
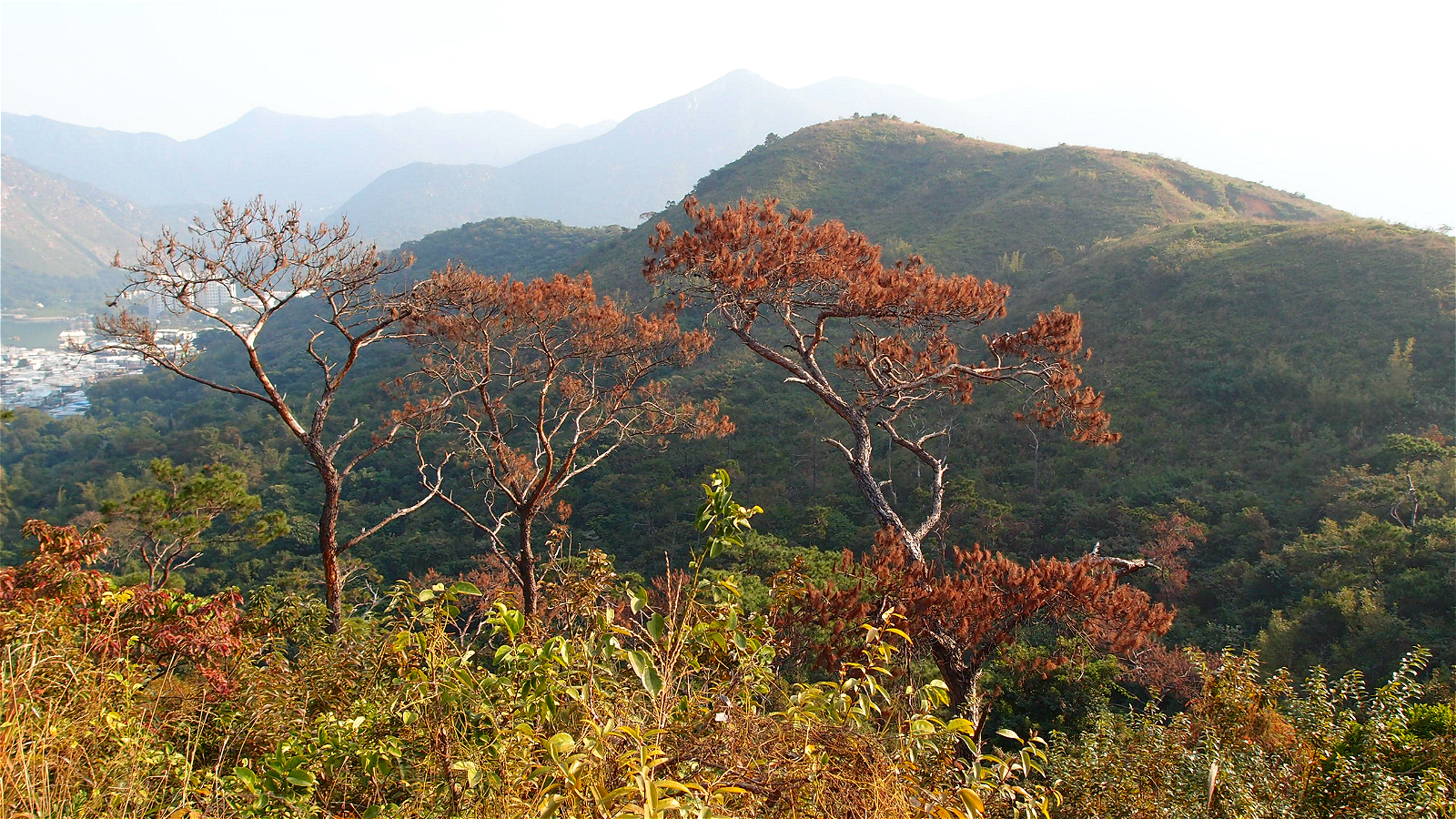
虎山的冬日紅葉